# دوري السوبر السلوفاكي 2006–07
دوري السوبر السلوفاكي 2006-07 (بالسلوفاكية: Corgoň liga 2006/2007)‏ هو الموسم 14 من  دوري السوبر السلوفاكي. أشرف على تنظيمه اتحاد سلوفاكيا لكرة القدم، وكان عدد الأندية المشاركة فيه  12، وفاز فيه نادي جيلينا.